# Марадьяга, Рамон
Рамон Энрике Марадьяга Чавес (исп. Ramón Enrique Maradiaga Chávez; 30 октября 1954, Амапала, Гондурас) — гондурасский футболист и тренер.

## Биография
Большую часть карьеры Рамон Марадьяга провел в составе «Мотагуа». В сезоне 1983/84 полузащитник ненадолго уезжал в Европу, где он выступал за испанский «Тенерифе». После возвращения играл за команды из Гондураса и Сальвадора. Долгие годы Марадьяга входил в состав национальной сборной страны. Во время ЧМ-1982 в Испании был капитаном «катрачос». На мундиале принимал участие во всех трех матчах Гондураса.
Завершал свою карьеру в клубе «Петротела», который вскоре он начал тренировать. На родине в разные годы Марадьяга работал с сильнейшими командами страны. Некоторое время специалист трудился в Гватемале и в Сальвадоре.
С 1999 по 2002 годы он являлся наставником сборной Гондураса. Под его руководством «катрачос» в 2000 году дошли до 1/4 финала Золотого Кубка КОНКАКАФ в США и участвовали в футбольном турнире на Летних Олимпийских играх в Сиднее. В следующем году он сенсационно привел Гондурас к бронзе на Кубке Америке в Колумбии. Причем организаторы пригласили сборную в последний момент уже после отказа от участия в турнире Аргентины. В срочном порядке гондурасские футболисты были доставлены на соревнования самолетом ВВС Колумбии. Выйдя со второго места из группы, «катрачос» в четвертьфинале сенсационно обыграли Бразилию (2:0), а в матче за бронзу дружина Марадьяги по пенальти оказалась сильнее Уругвая (2:2, 5:4).
Также за свою карьеры Марадьяга дважды возглавлял сборную Гватемалы и один раз — сборную Сальвадора.

## Прочее
Рамон Марадьяга вошел в число лучших тренеров мира первого десятилетия XXI века. 7 января 2011 года список опубликовала Международная федерация футбольной истории и статистики (IFFHS). Марадьяга занял в нем 167-е место.
В 2018 году был дисквалифицирован ФИФА на два года за подозрение в участии в договорных матчах. Как посчитали эксперты, Марадиага знал о том, что некая третья сторона обещала его подопечным из Сальвадора денежное вознаграждение за нужный исход отборочного матче ЧМ-2018 с Канадой за право выхода на мундиаль. Тренер должен был сообщить о подозрениях, но не сделал этого. Несмотря на то, что «договорняк» не состоялся, Марадиага был признан виновным в нарушении антикоррупционных принципов этического кодекса ФИФА и сокрытии информации. Дополнительно специалиста оштрафовали на 20 тыс. швейцарских франков. После окончания срока наказания наставник вернулся к работе.

## Семья
Замужем за Лесби Варгас. Супруга моложе Марадьяги на 19 лет. В браке имеет двух сыновей Мартина и Хавьера.

## Достижения

### Футболиста
- Чемпион наций КОНКАКАФ (1): 1981.
- Серебряный призер чемпионата наций КОНКАКАФ (1): 1985.
- Чемпион Гондураса (2): 1978/79, 1990/91.
- Чемпион Сальвадора (1): 1987/88.

### Тренера
- Бронзовый призер Кубка Америки (1): 2001.
- Обладатель Клубного кубка UNCAF (1): 2007.
- Чемпион Гондураса (4): 1998 (Апертура), 1998 (Клаусура), 2007 (Аппертура), 2011 (Клаусура).
- Обладатель Суперкубка Гондураса (1): 1997.
- Финалист Кубка Гондураса (3): 1993/94, 1995/96, 1997/98.